# Crocothemis rubra
Crocothemis rubra är en trollsländeart som först beskrevs av De Villers 1789.  Crocothemis rubra ingår i släktet Crocothemis och familjen segeltrollsländor. Inga underarter finns listade i Catalogue of Life.